# Red Cliff (Nevis)
Red Cliff ist eine vulkanische Klippe im Südosten der Insel Nevis im karibischen Inselstaat St Kitts und Nevis.

## Geographie
Das Kliff ist eines der sieben eruptiven Zentren von Nevis.
Man hält es für den Rest eines Vulkanschlotes, der heute vor der Küste im Meer liegt. Das Kliff besteht aus rötlichen Vulkanbrekzien, die wahrscheinlich ein ähnliches Alter aufweisen wie Nevis Peak.